# Giovanni Mercati
Giovanni Mercati (Reggio Emilia, 17 dicembre 1866 – Città del Vaticano, 22 agosto 1957) è stato un cardinale, bibliotecario e bizantinista italiano.

## Biografia
Giovanni Mercati nacque a Villa Gaida, una frazione di Reggio Emilia, in una famiglia della borghesia colta cattolica. Suo padre Domenico, veterinario, ospitò nella propria abitazione gran parte della biblioteca del convento della Madonna dell’Olmo chiuso nel 1859. Gli studi furono favoriti anche da uno zio paterno, Giuseppe Mercati, parroco a Roteglia, il quale accoglieva i ragazzi nella canonica durante le vacanze estive. Eccelsero negli studi anche due fratelli minori di Giovanni: Angelo (nato nel 1870) e Silvio Giuseppe (nato nel 1877).
Subito dopo l'ordinazione sacerdote nella cattedrale di Reggio Emilia (21 settembre 1889), Giovanni fu inviato a Roma dove seguì i corsi dell'Università Gregoriana laureandosi in teologia nel 1891. Assieme al fratello Angelo, anch'egli a Roma, si dedicò anche agli studi biblici e all'archeologia cristiana frequentando in particolare l'Accademia di conferenze storico-giuridiche animate da Giovanni Battista de Rossi. Assolto al servizio militare, svolto come soldato della Sanità a Firenze (1891-92), Mercati fu insegnante di materie letterarie nel seminario di Reggio Emilia (1892-93). In questo periodo pubblicò due lavori scientifici i quali attirarono l'attenzione del prefetto Antonio Maria Ceriani che nominò Mercati «dottore» della Biblioteca Ambrosiana (9 ottobre 1893).
All'Ambrosiana Mercati strinse amicizia con Achille Ratti, suo collega eletto nel 1922 papa col nome di papa Pio XI. Fra i lavori più importanti pubblicati o intrapresi durante gli anni in Ambrosiana, figurano la scoperta di frammenti del Salterio esaplo di Origene nel manoscritto palinsesto ambrosiano O.39 sup. e la segnalazione del «palinsesto dei Basilici» (Ambrosiano F 106 sup.), la cui edizione curò poi assieme a Contardo Ferrini. Collaborò anche con Salvatore Minocchi e con Giuseppe Toniolo. Il 14 aprile 1898 fu chiamato alla Biblioteca Apostolica Vaticana come «scrittore» per la lingua greca; divenne prefetto della Vaticana nel 1919. A Roma, Giovanni Mercati si interessò anche della letteratura e della teologia bizantina, di storia delle biblioteche e in particolare di quella biblioteca Vaticana. Avverso al razzismo e al nazismo Mercati diede spesso rifugio a studiosi ebrei o di origine ebraica. Il 15 giugno 1936 Papa Pio XI lo elevò al rango di cardinale; tre giorni dopo fu nominato bibliotecario e archivista di S. Romana Chiesa, succedendo al cardinale Franz Ehrle. Il 17 giugno 1936 il neocardinale fece dichiarazione antitotalitarie che gli costarono il seggio all'Accademia d'Italia fascista. A questa decisione contribuì anche la sua attività riservata per la protezione di studiosi ebrei o di origine ebraica, attività che conduceva grazie alla sua posizione nella Biblioteca Apostolica Vaticana in collaborazione con Eugène Tisserant e che era nota al regime fascista.]
Partecipò al conclave del 1939 che elesse Pio XII. Con lo scoppio della seconda guerra mondiale Mercati si adoperò soprattutto per la salvaguardia e la tutela dei beni archivistici e librari, non necessariamente ecclesiastici (per esempio, delle biblioteche pubbliche romane), dando istruzione per il trasporto e il deposito temporaneo in Vaticano. Nel 1946, per l'ottantesimo compleanno, gli fu dedicata la Festschrift Miscellanea Giovanni Mercati in sei volumi contenente contributi di studiosi di tutto il mondo, e un'altra fu preparata dieci anni dopo. L'edizione dei frammenti esaplari da lui scoperti nel 1893 sarà pubblicata nel 1965.